# Picrate
Pour la boisson, voir vin rouge.
Pour l’article ayant un titre homophone, voir Picratt.
Cet article possède des paronymes, voir Picratt's et Lord Picratt.

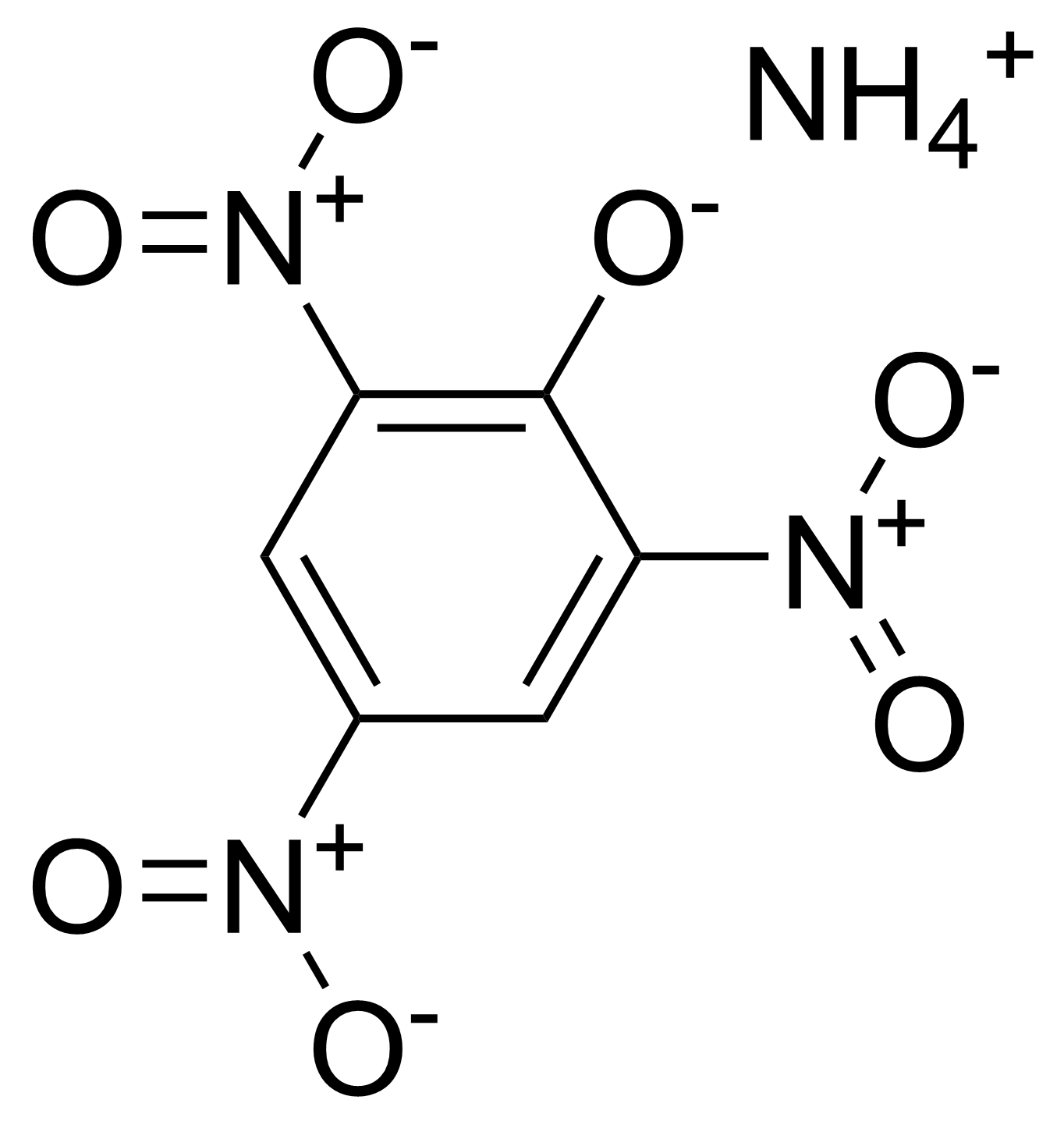
Molécule de picrate d'ammonium.

Les picrates sont les sels de l'acide picrique, qui a pour formule (NO2)3C6H2–OH. L'acide picrique est un explosif, d'abord produit par l'industrie des colorants et qui a été le plus utilisé dans les obus lors de la Première Guerre mondiale.
En se dégradant (cristallisation), par exemple dans une munition non explosée et/ou au contact des métaux de l'enveloppe de la munition ou d'autres métaux, l'acide picrique produit des sels métalliques ou picrates, très instables, toxiques et susceptibles de violemment et spontanément exploser à la chaleur ou lors d'un simple frottement. 
Les picrates sont pour la plupart encore plus sensibles et explosifs que l'acide picrique lui-même. Les picrates se forment par exemple au contact du cuivre, du nickel, du cadmium, du plomb, du fer ou encore du zinc, mais aussi au contact de sels métalliques, d'ammoniac, de bases ou encore de béton (via le picrate de calcium). 
C'est une des causes de la dangerosité des munitions anciennes, même immergées, car l'acide picrique reste inflammable, toxique et dangereux dans l'eau (mouillé avec plus de 30 % d'eau).